# Молотов (крейсер)
Молотов (крейсер) - проект 26bis крейсер типу «Кіров» радянського військово-морського флоту, який брав участь у Другій світовій війні та в Холодній війні. Він підтримував радянські війська під час блокади Севастополя, Керченсько-Феодосійської операції та десантної висадки під Новоросійськом наприкінці січня 1943 року.
Корабель був значно модернізований між 1952 і 1955 роками. У 1957 році його перейменували на Славу, після того, як В'ячеслав Молотов впав у немилість. У 1961 році «Слава» було перекласифіковано як навчальний корабель, а в 1972 році була продано на металобрухт.

## Опис
Крейсер Молотов і Максим Горький мали більш важку броню і були трохи вдосконалені в порівнянні з першими двома крейсерами типу «Кіров» проекту 26, і тому отримали позначення проекту 26bis.
Він становив 187 метрів (614 фут) у довжину по ватерлінії, 191,4 метра (628 фут) загальна довжина з шириною 17,66 метра (57 фут 11 дюйм) і осадкою від 5,87 до 6,3 метра (19 фут 3 дюйм до 20 фут 8 дюйм). Він витіснив 8 177 тонн (8 048 англійських тонн) при стандартному навантаженні та 9 728 тонн (9 574 англійські тонни) при повному навантаженні.
Його парові турбіни виробляли загалом 129 750 кінських сил вала (96 750 кВт) під час його ходових випробувань, досягнувши максимальної швидкості 36,72 вузла (68,01 км/год; 42,26 миля/год), трохи менше ніж його проектна швидкість у 37 вузлів, головним чином через те, що він мав надлишок ваги на 900 тонн (890 англійських тонн). Молотов зазвичай перевозив 650 тонн (640 англійських тонн) мазуту, 1 660 тонн (1 630 англійських тонн) при повному завантаженні та 1 750 тонн (1 720 англійських тонн) при перевантаженні. Це дало йому радіус дії 4 220 морських миль (7 820 км; 4 860 миля) зі швидкістю 18 вузлів (33 км/год; 21 миля/год).
Молотова мав дев'ять 180-мм (7.1 дюймів) гармат Б-1-К з довжиною ствола 57-го калібру в трьох потрійних вежах МК-3-180 з електроприводом. Його додаткове озброєння складалося з трьох окремих 100-міліметрів (3,9 дюйм) зенітних гармати B-34 56-го калібру, встановлені з кожного боку задньої воронки. Його легкі зенітні гармати складалися з дев'яти напівавтоматичних 45-міліметрів (1,8 дюйм) 21-K зенітних гармат і чотири 12,7-міліметра (0,50 дюйм) кулемети DK. Шість 533-міліметри (21 дюйм) торпедних апаратів 39-Yu встановлювалися на двох потрійних кріпленнях.
Молотов був першим радянським кораблем, який мав на борту РЛС, систему попередження повітря Редут-K, яку він використовував протягом усієї війни. У 1944 році були додані радіолокаційні системи радянської розробки Mars-1.

### Модифікації військового часу
До 1943 року три 45 мм напівавтоматичні гармати Молотова були замінені дванадцятьма повністю автоматичними 37-міліметрів (1,5 дюйм) 70-K зенітними гарматами з тисячею пострілів на гармату та двома додатковими кулемети DK. Її авіаційну катапульту зняли в 1942 році, щоб звільнити місце для більш легких зенітних гармат.
У 1943 році була встановлена вдосконалена катапульта ZK-1a, яка успішно запустила винищувач Supermarine Spitfire. Однак у 1947 році від концепції відмовилися, а катапульту зняли.

## Друга світова війна

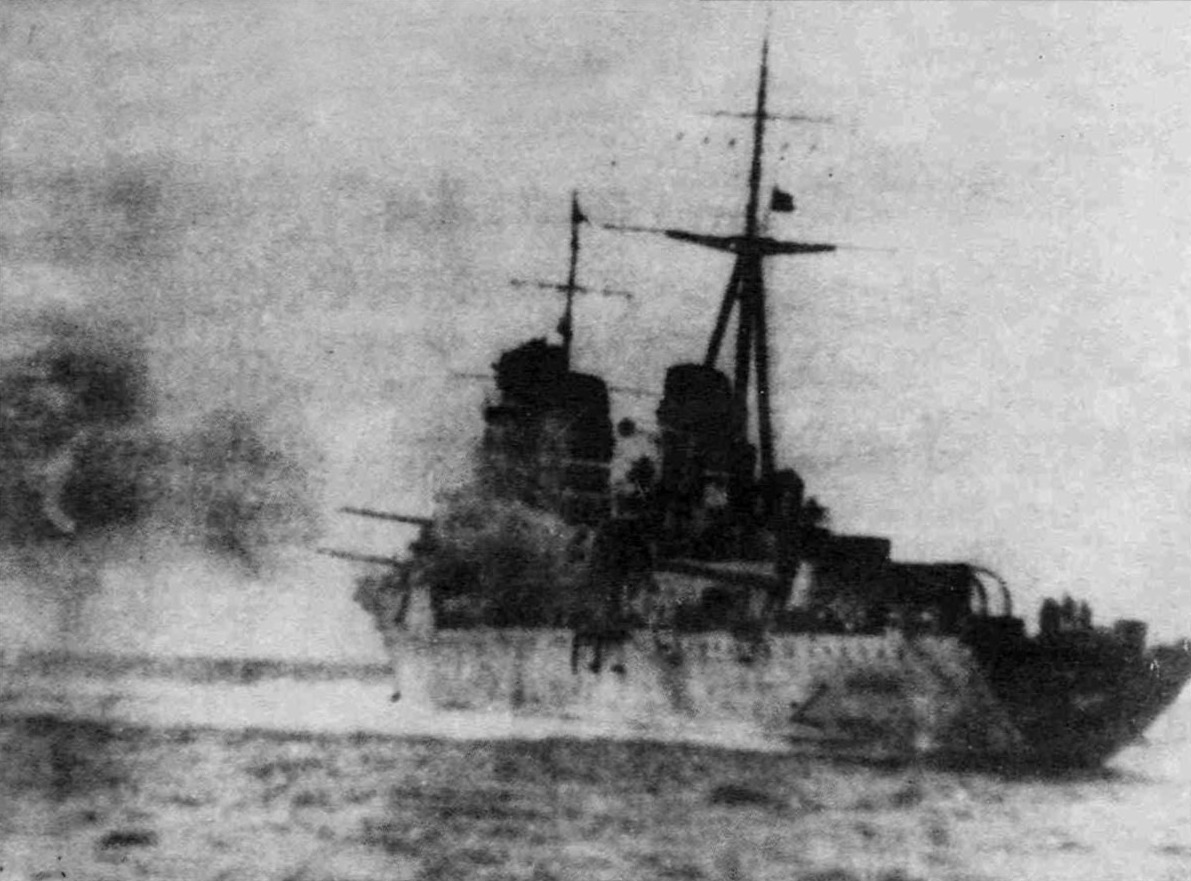
Стрільба Молотова

Молотова було закладено на Марті Південний у Миколаєві 14 січня 1937 року, спущено на воду 4 грудня 1939 року та завершено 14 червня 1941 року. Будучи єдиним кораблем радянського флоту з радаром, Молотов залишався в Севастополі на початковому періоді операції «Барбаросса» для забезпечення повітряного попередження. Просування німецьких військ до Криму наприкінці жовтня 1941 року змусило його перевестись до Туапсе, де він продовжував здійснювати повітряне попередження. Проте корабель обстріляв німецькі війська біля Феодосії майже 200 снарядів калібру 180 мм, 9 листопада до повернення в Туапсе. Молотов допоміг переправити 386-у стрілецьку дивізію з Поті до Севастополя між 24 і 28 грудня 1941 року. Під час розвантаження військ 29 грудня його корму пошкодила німецька артилерія, і він обстріляла позиції країн Осі у відповідь, випустивши 205 снарядів калібру 180 мм і 107 снарядів калібру 100 мм. Після відпливу 30 грудня корабель евакуював 600 поранених.

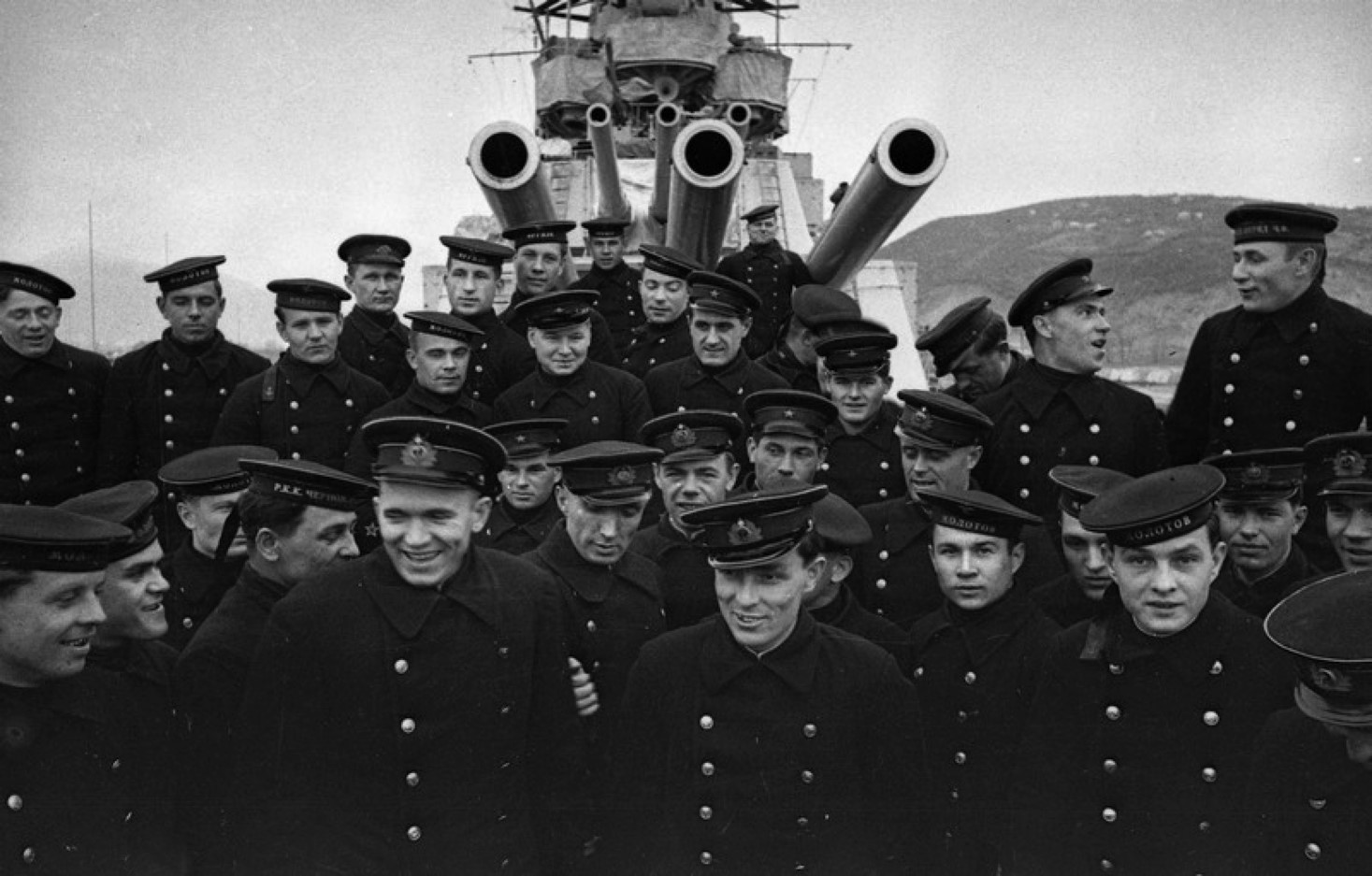
Розрахунок гармати «Молотова», що відзначився в бою, 1942 рік

Молотов повторив свою роль транспортника протягом першого тижня в січні. Його лук був пошкоджений під час сильного шторму в Туапсе, коли його відкинуло об пристань 21-22 січня 1942 року. Корабель провів більшу частину наступного місяця в ремонті, хоча його ніс не міг бути випрямлений; залишкові пошкодження зменшили його швидкість на кілька вузлів. Він здійснив ряд бомбардувальних вильотів на підтримку радянських військ на Керченському півострові до 20 березня, коли повернулася до Поті для подальшого ремонту. 12 червня Молотов переправив 2998 чоловік 138-ї стрілецької бригади до Севастополя, обстрілюючи позиції німців під час вивантаження. Під час відходу він евакуював 1065 поранених і 350 жінок і дітей. 14–15 червня корабель повернувся, перевозячи 3855 осіб підкріплення разом з іншими кораблями, знову обстріляв німецькі позиції та евакуював 2908 поранених і біженців. 2 серпня, повертаючись із чергового обстрілу під Феодосією, 20 метрів (66 фут) його корми відірвало 6 торпедоносців Heinkel He 111. /KG 26, що діє спільно з італійськими торпедними катерами MAS. Пошкодження зменшили його швидкість до 10 вузлів (19 км/год; 12 миля/год) і Молотов повинен був керуватися його двигунами. «Молотов» перебував на ремонті в Поті до 31 липня 1943 року і використовував корму неповного крейсера типу «Чапаєв», «Фрунзе», штурвал неповного крейсера «Железняков», рульовий механізм крейсера «Каганович» і рульовий датчик від підводного човна L-25. Втрата трьох есмінців під час німецької авіації 6 жовтня 1943 року призвела до наказу Сталіна, який забороняв розгортання великих військово-морських частин без його прямого дозволу; це означало кінець участі Молотова у війні.

## Післявоєнна кар'єра
Молотова було переобладнано в листопаді 1945 року, щоб відремонтувати останні пошкодження, які були пошкоджені під час війни. 5 жовтня 1946 року на ньому виникла пожежа у відділенні обробки снарядів вежі № 2, яку довелося гасити, затопивши магазин і приміщення обробки, що призвело до 22 загиблих і 20 поранених. Корабель служив випробувальним стендом для РЛС, призначених для типу Chapayev і Sverdlov. крейсерів наприкінці 1940-х років. Післявоєнна модернізація Молотова почалася в 1952 році і тривала до 28 січня 1955 року.
У рамках цієї модернізації «Молотов» отримав РЛС, що складається з «Гюйс» для повітряного пошуку, «Ріф» для надводного пошуку, «Залп» для стрільби основного озброєння та «Якорь» для стрільби з ППО. Усі його легкі зенітні гармати були замінені на одинадцять спарених 37 мм установок V-11 мм з водяним охолодженням, а його 100 мм гармати було перевстановлено на повномасштабні кріплення B-34USMA. Його систему управління зенітним вогнем замінили на Зеніт-26 зі стабілізованими директорами SPN-500. Крім того, він втратив торпедні апарати, протичовнову зброю, човнові крани та все інше авіаційне обладнання. Це коштувало 200 мільйонів рублів, що становить від половини до трьох чвертей вартості нового крейсера проекту 68bis типу «Свердлов».
29 жовтня 1955 корабель брав участь у рятувальних операціях після вибуху затопленого колишнього італійського лінкора «Новоросійськ». П'ятеро її людей загинули, коли лінкор перекинувся майже через три години після вибуху. Його перейменували на Славу 3 серпня 1957 року після того, як В'ячеслав Молотов був усунутий від уряду після невдалого державного перевороту проти Микити Хрущова того ж року. 3 серпня 1961 року його перекласифікували як навчальний крейсер. «Слава» був відправлений у Середземне море з 5 по 30 червня 1967 року, щоб продемонструвати радянську підтримку Сирії під час Шестиденної війни. Він повернувся в Середземне море між вереснем і груднем 1970 року, де корабель допомагав есмінцю «Котлін», «Бравий» після зіткнення останнього з авіаносцем HMS Ark Royal 9 листопада 1970 року. Слава була продана на металобрухт 4 квітня 1972 року.